# Закладна жертва
Закладна жертва — це ритуал, який полягає у приношенні жертви під час закладення фундаменту або зведення будівлі. Цей звичай має давнє походження та зафіксований у різних культурах по всьому світу.

## Історія та поширення
Закладні жертви є частиною багатьох традиційних вірувань, пов'язаних із будівництвом. Вони можуть включати в себе приношення як живих істот, так і предметів. Цей ритуал виконується з метою забезпечення захисту будівлі від злих духів, привернення удачі та благополуччя для мешканців.
Закладні жертви зазвичай включали в себе залишки посуду, кістки людей або тварин, розташовані у різних частинах будівель. Найбільш поширеними були жертви тварин, зокрема черепи коней, знайдені під будинками, біля колодязів або під валами.

## Види закладних жертв
Залежно від культурних та регіональних особливостей, закладні жертви можуть бути різноманітними:
Живі істоти: В деяких культурах практикувалося закладення живих тварин або навіть людей під фундамент будівлі.
Предмети: Часто застосовуються монети, ювелірні вироби, зброя або інші цінні предмети, які мають символічне значення.

## Приклади
- Кудринецький замок відомий своїми легендами, включно з історією про закладну жертву у вигляді дівчини, замурованої в стіни, чий дух, як вважають, продовжує блукати по замку.[2]
- Волога пляма на стіні Хотинського замку є предметом численних міфів, у тому числі популярна версія про "Замуровану дівчину". Її буцімто замурували в стіні, а сльози дівчини були настільки сильними, що проникли крізь камінь, залишивши після себе пляму.[3]

## Сучасність
У сучасному світі традиція приношення закладних жертв збереглася у символічній формі. Наприклад, під час закладення фундаменту нових будівель часто закладають капсулу часу з повідомленнями для майбутніх поколінь або предмети, які символізують благополуччя та успіх проекту.